# Subotai

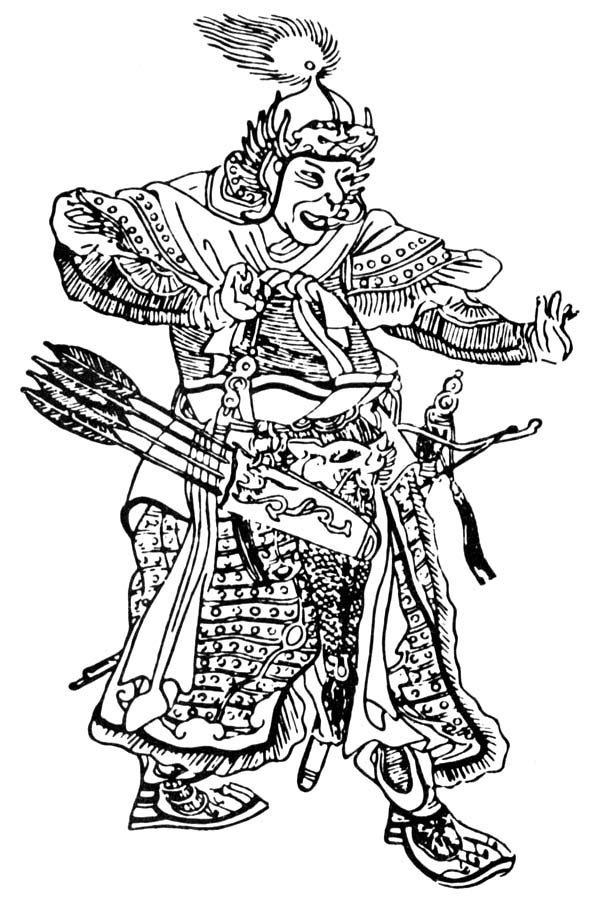

Sube'etai sau Subutai (mongola centrală: ᠰᠦᠪᠦᠭᠠᠲᠠᠢ, Sube'etai; mongola modernă: Сүбээдэй, Sübeedei; limba chineză: 速不台, Subutai; n. în jurul anului 1175, Mongolia – d. 1248, Mongolia) a fost un general și comandant în armata Imperiului Mongol.  Sube'etai a purtat titlul de Ba'atur, un titlu onorific care este comparabil cu cavalerul european. A fost principalul general și strateg al marilor hani mongoli, Temüügin Ginghis și Öghedei (Ogotai).
Inițial, Subotai era un simplu nöker (soldat de rând) din armata lui Ginghis Han. Ulterior a devenit cel mai mare și mai înțelept conducător al oștirii mongole. Era de statură medie, gras, cu picioarele strâmbe, iar fața îi era plină de cicatrici de la multele războaie pe care le-a dus, cea mai mare cicatrice fiind de-a lungul feței prin ochiul stâng.
După moartea fiului lui Ginghis han, Giuci, lui Subotai i-a fost încredințat fiul lui Giuci, Batu, care, sub îndrumarea marelui său învățător, după ce a mai crescut, a cucerit întreaga Rusie Kieveană.